# En firmes
La posición en firmes es una postura militar que implica las siguientes características:
- Mantenerse de pie, firme, con postura asertiva y derecha: generalmente mirada al frente, barbilla en alto, pecho fuera, hombros atrás y estómago duro.
- Los brazos quedan paralelos al torso, con el puño cerrado y el dedo pulgar por fuera, tapando el hueco que deja el dedo índice recogido. Si se porta arma, esta se mantiene con el brazo derecho.
- Mirada al frente: la cabeza y los ojos deben permanecer inmóviles, mirando al frente. Conservando inexpresión facial.
- Los tacones deben de estar juntos, manteniendo las puntas de los pies separadas.
- No debe emitirse ningún sonido, voz ni gesticulación durante la posición de firmes. Únicamente aquellas órdenes mandadas por el jefe de escuadrilla.

Esta postura es común en la mayor parte de organizaciones militares del mundo. También la adoptan organizaciones paramilitares, aplicación de ley y demás organizaciones con estructura militar, como los scouts, campamentos militares, academias de cadete, unidades policiales y de emergencias e incluso el Ejército de Salvación y bandas de marcha civil.

## Variantes

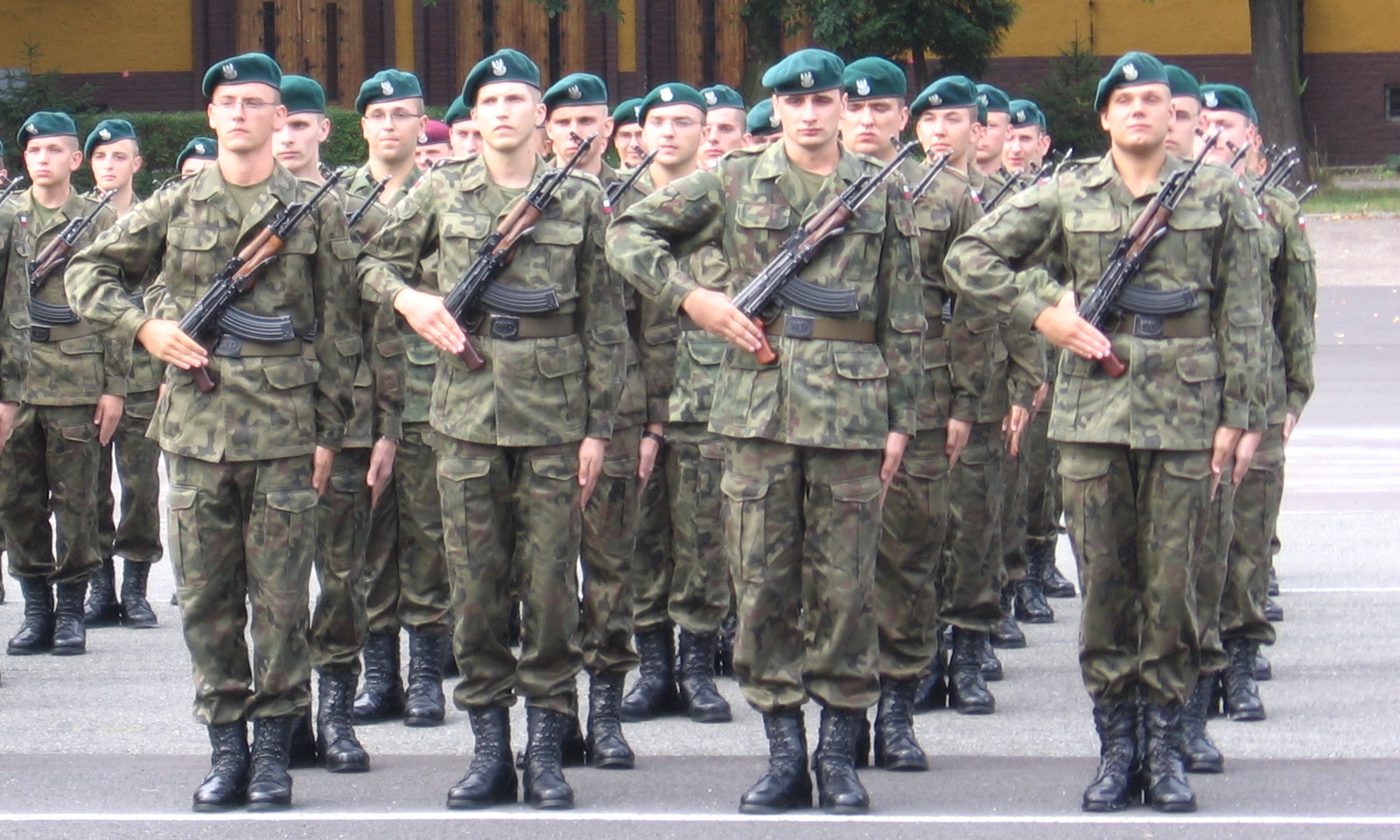

### España
En España esta orden debe darse tras haber mandado alinear a la escuadrilla. Cuando el mando da la orden de firmes, los soldados, que previamente deben estar en posición de alinearse, giran la cabeza hacia su izquierda y, tras dar la orden ejecutiva «¡Mar!» o «¡Ar!» bajan el brazo derecho que tienen extendido para guardar la distancia con su compañero, manteniendo ambos brazos pegados al torso. Cuando los soldados van de uniforme los puños se cierran dejando el dedo pulgar sobre el hueco que forma el dedo índice al flexionarse, manteniendo los nudillos contra las piernas y los pulgares mirando hacia delante. Si los soldados van de civil o deporte, los brazos se pegan igualmente al torso pero las palmas de las manos han de estar abiertas y golpear sobre las piernas al recibir la orden ejecutiva.

### Reino Unido/Estados Unidos y colonias
En las Reino Unido, Estados Unidos, la Fuerza de Defensa de Nueva Zelanda y la Fuerza de Defensa Australiana, los pies deben mantener un ángulo de 45 grados con los tacones juntos. En las Fuerzas Armadas Canadienses, los pies deben tener un ángulo de 30 grados con los tacones juntos.

### Rusia y estados independientes
Al dar la orden (en ruso: Смирно; Smer-nah), los soldados girarán sus cabezas al frente.

### Otras naciones
- Ejército finlandés, la distancia entre las puntas de los pies debe ser igual a dos puños.
- Ejército polaco y ejército turco, la distancia entre los dedos de los pies debe ser igual al pie del soldado.
- Fuerzas Armadas Suizas, los pies deben mantener un ángulo de 60 grados con los tacones juntos.
- Ejército de Suecia, la Armada de Suecia y la Fuerza Aérea Sueca, las manos están cerradas en un puño, apretadas, como señal estar preparado para luchar.